# Инвазивни процес
Инвазивни процес (теорија баријера) је процес у коме егзота савладава баријере станишта у које је интродукована, после чега постаје инвазивна. Егзота је алохтона врста која је интродукцијом савладала географску баријеру. Када егзота савлада баријеру станишта сматра се аклиматизованом; савладавањем репродуктивне баријере постаје натурализована (натурализација је процес у коме егзота остварује потомство). Инвазивна врста је она која је савладала дисперзиону баријеру и у експанзији негативно утиче на биодиверзитет. 